# Glocke Breuillet (Charente-Maritime)

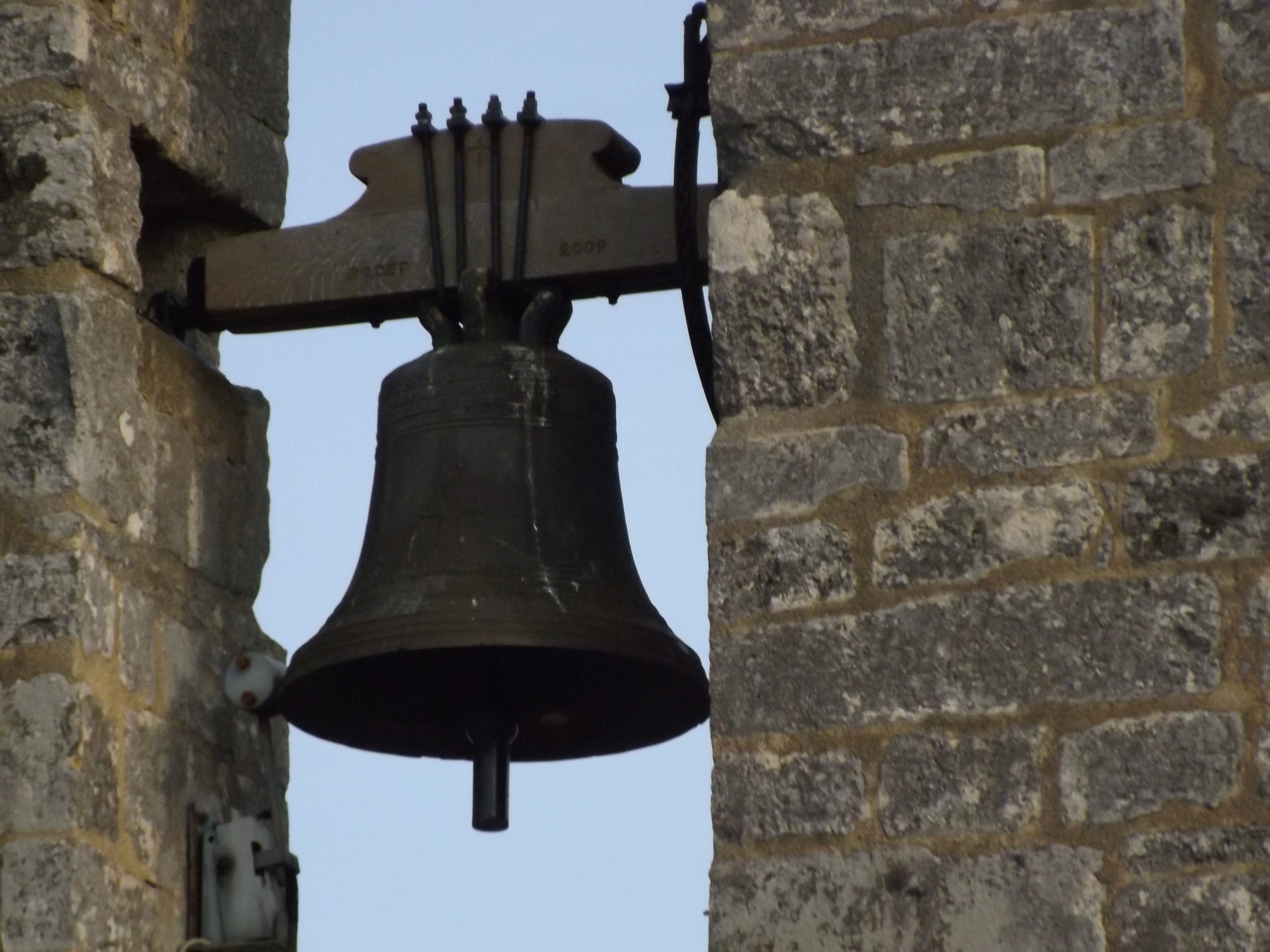
Glocke in Breuillet

Die Glocke in der Kirche St-Vivien in Breuillet, einer französischen Gemeinde im Département Charente-Maritime der Region Nouvelle-Aquitaine, wurde 1767 gegossen. Die 60 cm hohe Kirchenglocke aus Bronze ist seit 1942 als Monument historique klassifiziert. 
Sie trägt folgende Inschrift: „J’AI EU POUR PARAIN MRE PIERRE BOSCAT DE REAL COMTE DE MORNAC OFFICIER DU REGIMENT DU ROY INFANTERIE ET POUR MARAINE DAME RENE FRANÇOIS D’AIGUIERES CHEVALIER DE L’ORDRE ROYAL ET MILITAIRE DE SAINT LOUIS LIEUTENANT DES MARECHAUX DE FRANCE JEAN BOUTINET M’A FAIT L’AN 1767“.